# Issers
Issers (em árabe: يسر) é uma cidade e comuna localizada na província de Boumerdès, Argélia. Segundo o censo de 2008, a população total da cidade era de 32 580 habitantes.